# Acer murrayanum
Acer murrayanum é uma espécie de árvore do gênero Acer, pertencente à família Aceraceae.